# Castelmassa
Castelmassa är en ort och kommun i provinsen Rovigo i regionen Veneto i Italien. Kommunen hade 4 079 invånare (2018).